# El Mayher
El Mayher (arabe : الماهر) est un patrouilleur de la marine algérienne de la classe Kebir.
El Mayher a été mis en chantier au chantier naval ECRN, Mers-el-Kebir situé à Oran. Lancé en 1997, il est affecté a la marine algérienne depuis 1998.